# Villy-le-Bouveret
Villy-le-Bouveret é uma comuna francesa na região administrativa de Auvérnia-Ródano-Alpes, no departamento da Alta Saboia. Estende-se por uma área de 3.49 km². Em 2010 a comuna tinha 608 habitantes (densidade: 174,2 hab./km²).